# Jánoshegy (cartier)
Jánoshegy este un cartier din Sectorul al XII-lea al Budapestei, situat în partea vestică al sectorului, pe versanții muntelui János-hegy .
Aici, pe muntele János-hegy se află cea mai înaltă cotă a capitalei maghiare (528,16 m). (Atenție, numele catierului se ortografiază legat!)

## Poziția
Delimitarea: Budakeszi út (Calea Budakesz) de la drumul turistic sudic ce întâlnește cea mai nordică curba a Jánoshegyi út (Calea Jánoshegy)- Árnyas út (Calea Árnyas) - Remete út (Calea Remete) -drumul turistic ce ocolește la sud Tündér-szikla (Stânca Zânei) - Tündérhegyi út (Calea Muntelui Zânei) până la monumentul Kossuth  -drumul turistic ce pornește de aici spre Jánoshegyi út  - Jánoshegyi út - drumul turistic sudic ce întâlnește cea mai nordică curbă a Jánoshegyi út până la Budakeszi út.

## Etimologia
Cartierul primește numele în anul 1847 prin traducerea oglindă a toponimiei din limba germană :Johannesberg. 

## Bibliografia
- Budapest teljes utcanévlexikona (Indexul complet al străzilor din Budapesta); (Editura:Dinasztia Kiadó - Gemini Kiadó, Budapesta, 1998) ISBN 963 657 176 7